# Lesquerella schauneriana
Lesquerella schauneriana là một loài thực vật có hoa trong họ Cải. Loài này được (Kuntze) Payson mô tả khoa học đầu tiên năm 1922.